# أرت هودغينز
أرت هودغينز هو لاعب هوكي الجليد كندي، ولد في 17 نوفمبر 1927 في تيمينز في كندا، وتوفي في 1 مارس 1988.

## وصلات خارجية
- أرت هودغينز على موقع EliteProspects.com (الإنجليزية)
- أرت هودغينز على موقع HockeyDB.com (الإنجليزية)